# 오시천역
오시천역(五是川驛)은 량강도 운흥군에 위치한 오시천선의 철도역이다.